# Едмунд Балука
Едмунд Балука (пол. Edmund Bałuka; 4 червня 1933, Махнувка — 8 січня 2015, Варшава) — польський робітник, профспілковий діяч і політик, демократичний соціаліст, дисидент часів ПНР. Один з лідерів робітничого протесту у Щецині у 1970—1971 роках. У 1973—1981 і 1985—1989 роках — політемігрант у Франції. Учасник профруху Солідарність. Політв`язень у 1981—1984 роках. Засновник Польської соціалістичної партії праці. Соратник Мар'яна Юрчика з профспілки Солідарність 80.

## Походження, робота, ранні конфлікти
Народився у селянській сім'ї. Виховувався на ідеях соціалізму та традиціях Польської соціалістичної партії (ПСП). Наслідував ідейні традиції сім'ї, був переконаним демократичним соціалістом.
Після закінчення загальноосвітньої школи навчався у Морській академії Гдині. Був мотористом на кораблях торговельного та рибальського флоту, моряком Польських океанських ліній.
З ранньої молодості Едмунд Балука мав проблеми з владою ПНР. У жовтні 1955 року його засуджено за бійку у пивній з армійським офіцером і міліціонером. Перебував в ув'язненні 9 місяців. Друге засудження отримав у 1956 році, коли спробував нелегально емігрувати, але його схопили чехословацькі прикордонники та передали польській владі. Понад рік провів в ув'язнені, працював у шахті.
У 1957 році Едмунд Балука влаштувався у Щецині, до 1972 року працював слюсарем і кранівником на корабельні імені Варського.

## Ватажок щецинських протестів
У грудні 1970 року Едмунд Балука висунувся у ватажки робітничого протесту у Щецині. Перебував у міському страйковому комітеті. Щецинські протести відрізнялися особливою жорсткістю, цьому сприяла позиція місцевого першого секретаря комітету ПОРП Антонія Валашека та коменданта міліції Юліана Урантувки. Балука брав участь у масових виступах, які перетворилися на вуличне насильство, спалення комітету ПОРП, атаку на міліцейську комендатуру та розстріл протестувальників.
У січні 1971 року Едмунд Балука організував й очолив нову хвилю страйків. Керував траурною демонстрацією з вимогою покарання винних у грудневому розстрілі. Склалося коло радикальних активістів, яких називали «балуківцями». Головну роль у цій групі відігравали робітники корабельні імені Варського Адам Ульфік, Владислав Токарський, Богдан Голашевський. Двоє перших були заступниками Балуки у страйковому комітеті. Ульфік — організатор охорони та безпеки страйкарів корабельні — характеризувався у рапорті Служби держбезпеки як «фанатично відданий Балуці».
Після прибуття до Щецина партійно-урядової делегації Балука протягом дев'яти годин вів переговори з першим секретарем ЦК ПОРП Едвардом Гереком, прем'єр-міністром ПНР Петром Ярошевичем, міністром внутрішніх справ Францишеком Шляхцицем і міністром оборони Войцехом Ярузельським. Зустріч на щецинській корабельні записано на відео, запис став основою для британського документального фільму «Три дні у Щецині». Переговори робітника Едмунда Балуки з партійно-державними керівниками передбачили події 1980 року, коли страйкарі, зокрема щецинські, змусили ПОРП підписати Серпневі угоди.
У 1972 році Балука очолив щецинську профспілку металістів. На з'їзді офіційних профспілок він єдиний голосував проти прийняття статуту, де містився пункт про підпорядкування профспілок комуністичної партії. Над Балукою, який знаходився під щільним наглядом держбезпеки, нависла загроза фізичної розправи. Після загибелі Богдана Голашевського та замаху на Адама Ульфіка небезпека стала явною й очевидною.

## Лівий емігрант
У 1973 році Балука через Іспанію, Грецію, Бельгію та Велику Британію нелегально перебрався до Франції на борту теплохода Siekierki. Згодом з'ясувалося, що втеча була, потай від самого Балуки, санкціонована керівництвом МВС, яке вирішило безкровно позбутися робочого дисидента.
Едмунд Балука влаштувався у Парижі, одружився з Франсуазою Бретон. Журналістка Франсуаза Бретон-Балука стала найближчою політичною соратницею чоловіка.
Втеча Балуки, його публічні виступи, інтерв'ю Радіо «Свобода Європа» викликали широкий суспільний резонанс. Орган Французької компартії «Юманіте» вимагав депортації Балуки.
У Франції Балука зблизився з ультралівими політичними активістами троцькістського штибу, активними в лівосоціалістичному крилі профспілкової «Загальної конфедерації праці — Робітнича сила» (Force Ouvriere). Видавав польською мовою бюлетень «Szerszeń», який нелегально переправлявся до Польщі. Брав участь у акціях солідарності з народами Східної Європи, зокрема у мітингу 29 червня 1976 року проти репресій у Польщі. Виступав на підтримку радянського гірничого інженера Володимира Клебанова, підданого репресіям за організацію вільної профспілки на Донбасі.
У березні 1980 року Едмунд Балука з групою однодумців заснував у Парижі Польську соціалістичну партію праці (PSPP). Програма PSPP вимагала ліквідації політичної монополії ПОРП, незалежності Польщі від СРСР і виведення радянських військ з польської території, розпуску репресивних структур МВС ПНР, запровадження громадянських і політичних свобод, гарантії прав трудящих на профспілки та страйки, створення робітничих рад на підприємствах, нового виборчого законодавства, невтручання армії та міліції у політичний процес, автономії університетів, скасування нерівноправних договорів Польщі з СРСР та рішень Тегеранської, Ялтинської та Потсдамської конференцій, які обмежують інтереси Польщі. Офіційна пропаганда ПНР звинувачувала PSPP у троцькізмі та націоналізмі одночасно.

## Повернення до «Солідарності»
Влітку 1980 року у Польщі розпочався потужний підйом страйкового руху, що призвів до створення профоб'єднання Солідарність. Балука вирішив повернутись на батьківщину, але не мав для цього легальної можливості. У квітні 1981 року він зумів пробратися до Польщі зі зміненою зовнішністю та за фальшивим французьким паспортом, на ім'я П'єра Анрі Франсуа Барона.
Переховувався у Щецині на корабельні імені Варського. Примикав до «Солідарності». Було створено кілька підпільних груп PSPP, що діяли до 1984 року. Проте лідерської й організаторської ролі у робітничому русі Щецина він уже не відігравав — щецинський профцентр «Солідарності» очолював Мар'ян Юрчик, відомий Балуці за подіями десятирічної давності.
Влітку 1981 року Балука легалізувався й офіційно влаштувався робітником корабельні. Вів активну профспілкову діяльність, обстоюючи поточні інтереси робітників. Балука знову опинився під пильним наглядом РБ ПНР, розробка знаходилася на особистому контролі міністра внутрішніх справ Чеслава Кіщака.

## Арешт й ув'язнення. Повторна еміграція
Під час воєнного стану Едмунда Балуку інтерновано, потім заарештовано та засуджено на п'ять років ув'язнення за звинуваченням у створенні «троцькістської організації» та спробі насильницького повалення режиму. На суді Балука тримався твердо та зухвало:
Я сильний ворог сьогоднішньої влади у Польщі та Кремлі.
На захист Едмунда Балуки почалася міжнародна кампанія. Активну підтримку надавали, зокрема, Force Ouvriere та західноберлінська організація Towarzystwo Solidarność на чолі з Едвардом Климчаком.
У 1984 році вийшов за амністією та наступного року виїхав до Франції. Написав книгу «Listy z więzienia» («Листи з в'язниці»). Видавав французький варіант журналу «Robotnik», публікував матеріали про польський робітничий рух й історію ППС.

## Повторне повернення. Розчарування соціаліста
Едмунд Балука знову повернувся до Польщі у 1989 році, після нового підйому протестного руху. Виступав проти Круглого столу та домовленостей «Солідарності» з ПОРП, вимагав суду над партійно-державними керівниками, відповідальними за репресії. Підтримував у цих питаннях безкомпромісну лінію Анджея Гвязди та Мар'яна Юрчика.
Долучився до профспілки Солідарність 80 на чолі з Юрчиком. Лівий радикалізм не заважав співпраці Балуки з правим консерватором, католицьким націоналістом Юрчиком у відстоюванні інтересів робітників. Попри особливості лівих поглядів і близькість до троцькістів, діяльність Едмунда Балуки дозволяла відносити його до антикомуністів.
Користувався авторитетом і повагою, вважався «людиною-легендою», але у практичній політиці ролі не грав. Схвалюючи повалення комуністичного режиму, загалом негативно ставився до соціальних і особливо економічних перетворень. Підкреслював соціалістичний характер своїх переконань, але з гіркотою говорив про «зникнення робітничого класу». У 2006 році відмовився прийняти від президента Леха Качинського Орден Відродження Польщі.

## Смерть
Едмунд Балука помер у Варшаві у віці 81 року, через дев'ять днів після смерті Мар'яна Юрчика. Похований на центральному цвинтарі Щецина.